# Science Notes
Das Science Notes Magazin ist ein deutsches Wissenschaftsmagazin. Das Magazin besteht seit 2018, erscheint zweimal im Jahr und ist bundesweit im Zeitschriftenhandel und online erhältlich. Es wird herausgegeben von Olaf Kramer und Thomas Susanka. Das Magazin trägt den Untertitel Magazin für Wissen und Gesellschaft und wendet sich an ein breites, wissenschaftsinteressiertes Publikum. Zentral für das Konzept sind das Erzählen von Geschichten über Menschen aus der Wissenschaft, die Schnittstelle von Forschung und Gesellschaft und das anspruchsvolle Design. Weiteres Merkmal ist der monothematische Ansatz, bei dem je ein Thema aus unterschiedlichen wissenschaftlichen Disziplinen und Perspektiven beleuchtet wird. Themen der bisherigen Ausgaben waren „Optimal“, „Gefahr“, „Echt“,„Kommt zusammen“ und „Meer“.
Das Science Notes Magazin arbeitet redaktionell unabhängig. Die Texte werden von der Redaktion und freien Wissenschaftsjournalisten wie z. B. Christoph Drösser oder Eva Wolfangel oder Erzähljournalisten wie Dmitrij Kapitelman oder Manuel Stark geschrieben. Das Magazin versteht sich auch als Testballon für ein mögliches Konzept des stiftungsfinanzierten Wissenschaftsjournalismus.
Science Notes sind ein bundesweites Veranstaltungsformat der Wissenschaftskommunikation. An den Themenabenden berichten führende Wissenschaftler von ihrer Forschung in 15-minütigen Kurzvorträgen, dazu gibt es Livemusik. Die Science-Notes-Veranstaltungen sind eine Mischung aus wissenschaftlichem Vortrag und Konzert. Fünf angesehene Wissenschaftler stellen ihre aktuelle Forschung vor: in je 15 Minuten, verständlich und anschaulich. Bisherige Gäste waren unter anderem Antje Boetius, Michael Braungart oder Josef Settele.
Die Themen bewegen sich in der Regel an der Schnittstelle von aktueller wissenschaftlicher Forschung und gesellschaftlicher Relevanz (z. B. Klimawandel, Zukunft der Ernährung, künstliche Intelligenz).
Künstler begleiten die Veranstaltung mit elektronischer Musik und Visuals. Der Eintritt ist frei und alle Vorträge sind bei YouTube zu sehen. Auch bei diesem Projekt ist das Ziel, Wissenschaft auf ansprechende Weise einem breiteren Publikum zugängig zu machen. Die Science Notes sind ein Projekt am Seminar für allgemeine Rhetorik der Universität Tübingen und werden von der Klaus Tschira Stiftung gefördert.